# Selaginella gigantea
Selaginella gigantea là một loài dương xỉ trong họ Selaginellaceae. Loài này được Steyerm. & A.R. Sm. mô tả khoa học đầu tiên năm 1986.